# Сара Френсіс Вайтінг
Сара Френсіс Вайтінг (англ. Sarah Frances Whiting; 23 серпня 1847 — 12 вересня 1927) — американська фізикиня й астрономка. Вона була першим професором фізики та астрономії в коледжі Веллслі, де викладала понад 30 років. У коледжі Веллслі Вайтінг навчала кількох видатних астрономів і фізиків, у тому числі Енні Джамп Кеннон. Вайтінг була однією із засновниць і першою директоркою обсерваторії Вайтін.

## Біографія
Вайтінг з раннього дитинства цікавилася наукою завдяки своєму батькові, який викладав натурфілософію. Вайтінг закінчила Інгамський університет у 1865 році, після чого викладала в середній школі для дівчат у Брукліні.
Через рік після відкриття коледжу в 1875 році президент коледжу Веллслі Генрі Фаул Дюрант призначив Вайтінг його першим професором фізики. Вона заснувала фізичний факультет і студентську експериментальну фізичну лабораторію в Веллслі, другу подібну лабораторію в країні. На прохання Дюранта вона відвідувала лекції в Массачусетському технологічному інституті, які читав Едвард Чарльз Пікерінг. Відвідуючи заняття Пікерінга, Вайтінг спостерігала за технікою викладання природничих наук через лабораторні роботи, що було тоді новим для США. Вайтінг прийняла цю методику для своїх власних уроків і таким чином заснувала другу студентську фізичну лабораторію в США після Массачусетського технологічного інституту.
Пікерінг також запросив Вайтінг поспостерігати за застосуванням деяких нових астрономічних методів, таких як спектроскопія. У 1880 році Вайтінг почала викладати курс практичної астрономії в Веллслі.

У лютому 1896 року, лише за кілька тижнів після публічного оголошення про відкриття рентгенівського випромінювання, Вайтінг провела рентгенівські експерименти зі своїми студентами та іншими професорами фізики. Вона була однією з перших у США і, ймовірно, першою жінкою, яка успішно повторила знімки Рентгена. Як розповіла колишня студентка Енні Джамп Кеннон,
Особливо зворушливий момент настав, коли у 1895 році бостонські ранкові газети повідомили про відкриття рентгенівських променів. Просунуті студенти фізики тих часів завжди пам’ятатимуть завзяття, з яким міс Вайтінг негайно встановила стару трубку Крукса, і радість, коли вона справді отримала деякі з перших фотографій, зроблених у цій країні, — монет у гаманці та кісток у тілі.
Крім Кеннон, Вайтінг також допомагали або були присутні в рентгенівських експериментах Мейбл Августа Чейз і Грейс Еванджелін Девіс. У цих експериментах вони експериментували з параметрами обладнання, щоб покращити якість зображення та дізнатися, як рентгенівські промені можуть проникати через різні матеріали.

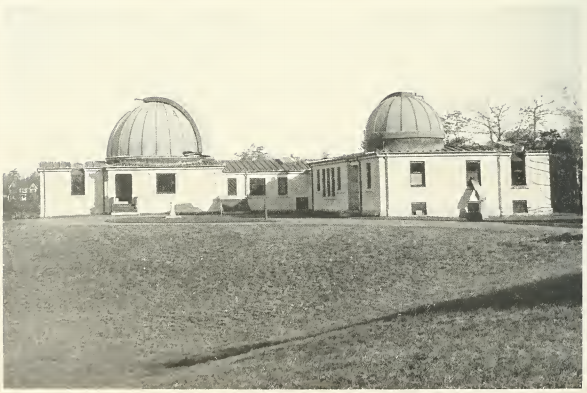
Обсерваторія Вайтін, 1935 рік

Між 1896 і 1900 роками Вайтінг допомогла опікунці коледжу Веллслі Сарі Елізабет Вайтін заснувати обсерваторію Вайтін, першою директоркою якої стала сама Вайтінг.
Під час роботи у Веллслі Вайтінг була в курсі наукових розробок і ділилася знаннями зі своїми студентами. Вона зустрілася з Томасом Едісоном і дізналася про його лампи розжарювання. Вона навіть провела демонстрацію цих ламп у Веллслі раді опікунів, сподіваючись переконати їх інвестувати в нову технологію. Вона подорожувала й відвідувала заняття в університетах по всьому світу, спілкувалася з науковцями.
У 1905 році Коледж Тафтса присвоїв Вайтінг ступінь почесного доктора.
Сара Вайтінг також була відома своєю підтримкою сухого закону.
Вайтінг пішла на пенсію з посади професора фізики в Веллслі в 1912 році, але залишалася директором обсерваторії Вайтін до 1916 року. До самої смерті вона мала звання почесного професора. Померла в 1927 році у Вілбрагамі, штат Массачусетс. Похована на цвинтарі Макпела у Ле-Рой, штат Нью-Йорк, неподалік від її нині неіснуючої альма-матер, Інгамського університету.

## Твори
Вайтінг написав підручник «Денні та вечірні вправи з астрономії для шкіл і коледжів» (Daytime and Evening Exercises in Astronomy, for Schools and Colleges).
Вона була автор кількох статей у Popular Astronomy, зокрема:
- «Використання графіків у викладанні астрономії» (Use of Graphs in Teaching Astronomy)[10]
- «Використання креслень в ортографічній проєкції та глобусів у викладанні астрономії» (Use of Drawings in Orthographic Projection and of Globes in Teaching Astronomy)[11]
- «Спектроскопічна робота для занять з астрономії» (Spectroscopic Work for Classes in Astronomy)[12]
- «Використання фотографій у викладанні астрономії» (The Use of Photographs in Teaching Astronomy)[13]
- «Часткове сонячне затемнення, 28 червня 1908 року» (Partial Solar Eclipse, June 28, 1908)[14]
- «Сонячні гало» (Solar Halos)[15]
- «Педагогічні поради для вчителів астрономії» (A Pedagogical Suggestion for Teachers of Astronomy)[16]
- «Безцінні поповнення Обсерваторії Вайтін коледжу Веллслі» (Priceless Accessions to Whitin Observatory Wellesley College)[17]
- «Щоденники обсерваторії Тулс Гілл» (The Tulse Hill Observatory Diaries)[18][19]

Вайтінг також написала некролог для Маргарет Ліндсей Хаггінс і спогади про Вільяма Томсона.
Вона описала свій досвід у фізиці в статті Wellesley College News «Досвід жінки-фізика».

## Досягнення
Відзнаки:
- 1883: Член Американської асоціації сприяння розвитку науки
- 1905: Почесний доктор, коледж Тафтса

Посади:
- 1876—1912: Професор фізики коледжу Веллслі
- 1900—1916: Директор обсерваторії Вайтін, коледж Веллслі
- 1916—1927: Почесний професор коледжу Веллслі